# Église Saint-Vincent-de-Paul de Mraissa
L'église Saint-Vincent-de-Paul de Mraissa, située à proximité de la ville de Soliman en Tunisie, est une église catholique construite en 1913 pendant le protectorat français. Cédée au gouvernement tunisien en 1964, elle est désormais utilisée en tant que dépôt par la Direction générale des forêts.

## Historique de l'église
Les colons français de cette riche région agricole sont à l'origine de la décision de construire une église. L'emplacement est offert par Paul Louans tandis que la famille Paris subventionne largement le budget des travaux. Le 6 avril 1913, le nouveau lieu de culte adossé à son presbytère est béni par l'archevêque de Carthage, Monseigneur Clément Combes. Il est placé sous la protection de saint Vincent de Paul qui aurait séjourné dans les environs. L'emplacement n'a pas été choisi par hasard puisqu'on relève à proximité les ruines de la ville romaine de Carpis, siège d'un important évêché à l'époque antique,. Mais, comme le remarque le prélat, cet édifice solitaire, éloigné de toute habitation, donne avec son clocher « l'illusion d'un ermitage perdu dans la verdure », ce qui est favorable à la pratique de la foi et à la conservation des bonnes mœurs.
La dispersion des fermes explique le peu d'importance de la population chrétienne. Cela n'empêche pas Mraissa de devenir une paroisse en 1934. La présence de plusieurs familles alsaciennes est à l'origine de l'installation d'une statue de sainte Odile, sainte patronne de l'Alsace. Celle-ci est bénie par le curé le 24 avril 1938. D'après ce dernier, la paroisse ne compte alors que 95 fidèles.
L'indépendance du pays en 1956 et la nationalisation des terres européennes le 12 mai 1964 provoquent le départ de nombreux Européens vers la France et l'Italie. Le modus vivendi signé entre le gouvernement tunisien et le Vatican le 10 juillet 1964 prend acte de cette disparition de la communauté chrétienne de Mraissa. Son église est cédée au gouvernement tunisien avec l'assurance qu'elle ne sera utilisée qu'à des fins d'intérêt public compatibles avec son ancienne destination.
Elle est désormais utilisée en tant que dépôt pour la Direction générale des forêts.